# Ultimate Run DMC
Ultimate Run-D.M.C. è un greatest hits dei Run DMC uscito nel 2003. È composto da 18 tracce più un DVD bonus di 14 videoclip.

## Tracce
1. Rock Box  – 5:32
2. Run's House  – 3:45
3. Walk This Way  – 5:11
4. Together Forever (Krush Groove 4) - (live at Hollis Park 1984)  – 3:34
5. King of Rock  – 5:14
6. Jam-Master Jay  – 3:12
7. Hit It Run  – 3:11
8. It's Tricky  – 3:04
9. Peter Piper  – 3:23
10. It's Like That  – 4:51
11. Raising Hell  – 5:33
12. My Adidas  – 2:49
13. Sucker M.C.'s (Krush Groove 1)  – 3:11
14. Mary, Mary  – 3:14
15. Here We Go - (live at the Fun House)  – 4:06
16. Beats to the Rhyme  – 2:42
17. Down with the King  – 5:04
18. It's Like That - (Run DMC vs. Jason Nevins)  – 4:08